# Simbabwische Cricket-Nationalmannschaft in Irland in der Saison 2021
Die Tour der simbabwischen Cricket-Nationalmannschaft nach Irland in der Saison 2021 fand vom 27. August bis zum 13. September 2021 statt. Die internationale Cricket-Tour war Bestandteil der Internationalen Cricket-Saison 2021 und umfasste drei ODIs und fünf Twenty20s. Die ODIs waren Teil der ICC Cricket World Cup Super League 2020–2023. Irland gewann die Twenty20-Serie mit 3–2, während die ODI-Serie 1–1 unentschieden endete.

## Vorgeschichte
Irland spielte zuvor eine Tour gegen Südafrika, für Simbabwe war es die erste Tour der Saison. Das letzte Aufeinandertreffen der beiden Mannschaften bei einer Tour fand in der Saison 2015/16 in Simbabwe statt. Auf Grund von Problemen bezüglich der Einreise wurde die Tour, die ursprünglich am 6. August starten sollte, um drei Wochen verschoben.

## Stadien
Die folgenden Stadien wurden für das Turnier ausgewählt.
| Stadion                      | Stadt        | Kapazität | Spiele      |
| ---------------------------- | ------------ | --------- | ----------- |
| Stormont                     | Belfast      | 7.000     | 1. – 3. ODI |
| Clontarf Cricket Club Ground | Dublin       | 3.200     | 1. & 2. T20 |
| Bready Cricket Club Ground   | Magheramason | 3.000     | 3. – 5. T20 |

## Kaderlisten
Simbabwe benannte seine Kader am 24. August 2021.
Irland benannte seine Kader am 19. August 2021.
| ODI | ODI | Twenty20 | Twenty20 |
| Irland | Simbabwe | Irland | Simbabwe |
| --- | --- | --- | --- |
| - Andrew Balbirnie (K) - Mark Adair - Curtis Campher - George Dockrell - Shane Getkate - Graham Kennedy - Josh Little - Andy McBrine - Barry McCarthy - William Porterfield - Neil Rock - Simi Singh - Paul Stirling - Harry Tector - Lorcan Tucker - Craig Young | - Craig Ervine (K) - Ryan Burl - Regis Chakabva - Tendai Chatara - Luke Jongwe - Tinashe Kamunhukamwe - Wesley Madhevere - Tadiwanashe Marumani - Wellington Masakadza - Tarisai Musakanda - Blessing Muzarabani - Dion Myers - Richard Ngarava - Sikandar Raza - Milton Shumba - Brendan Taylor - Donald Tiripano - Sean Williams | - Andrew Balbirnie (K) - Mark Adair - Curtis Campher - George Dockrell - Shane Getkate - Josh Little - Barry McCarthy - William McClintock - Kevin O’Brien - Neil Rock - Simi Singh - Paul Stirling - Harry Tector - Lorcan Tucker - Ben White - Craig Young | - Craig Ervine (K) - Ryan Burl - Regis Chakabva - Tendai Chatara - Luke Jongwe - Tinashe Kamunhukamwe - Wesley Madhevere - Tadiwanashe Marumani - Wellington Masakadza - Tarisai Musakanda - Blessing Muzarabani - Dion Myers - Richard Ngarava - Sikandar Raza - Milton Shumba - Brendan Taylor - Donald Tiripano - Sean Williams |

## Tour Match
| 6. September Scorecard | Belfast (Belmont) | Zimbabwe XI 171-9 (40)         | – | Ireland Wolves 166-7 (40) |
|                        |                   | Zimbabwe XI gewinnt mit 5 Runs |   |                           |

## Twenty20 Internationals

### Erstes Twenty20 in Dublin
| 27. August Scorecard | Dublin | Simbabwe 117-7 (20)         | – | Irland 114-9 (20) |
|                      |        | Simbabwe gewinnt mit 3 Runs |   |                   |

Irland gewann den Münzwurf und entschied sich als Feldmannschaft zu beginnen. Als Spieler des Spiels wurde Regis Chakabva ausgezeichnet.

### Zweites Twenty20 in Belfast
| 29. August Scorecard | Dublin | Simbabwe 152-5 (20)          | – | Irland 153-3 (18.3) |
|                      |        | Irland gewinnt mit 7 Wickets |   |                     |

Simbabwe gewann den Münzwurf und entschied sich als Schlagmannschaft zu beginnen. Als Spieler des Spiels wurde Kevin O’Brien ausgezeichnet.

### Drittes Twenty20 in Magheramason
| 1. September Scorecard | Magheramason | Irland 178-2 (20)          | – | Simbabwe 138 (18.2) |
|                        |              | Irland gewinnt mit 40 Runs |   |                     |

Simbabwe gewann den Münzwurf und entschied sich als Feldmannschaft zu beginnen. Als Spieler des Spiels wurde Paul Stirling ausgezeichnet.

### Viertes Twenty20 in Magheramason
| 2. September Scorecard | Magheramason | Irland 174-4 (20)          | – | Simbabwe 110-9 (20) |
|                        |              | Irland gewinnt mit 64 Runs |   |                     |

Simbabwe gewann den Münzwurf und entschied sich als Feldmannschaft zu beginnen. Als Spieler des Spiels wurde Mark Adair ausgezeichnet.

### Fünftes Twenty20 in Magheramason
| 4. September Scorecard | Magheramason | Simbabwe 124-4 (20)         | – | Irland 119 (20) |
|                        |              | Simbabwe gewinnt mit 5 Runs |   |                 |

Simbabwe gewann den Münzwurf und entschied sich als Schlagmannschaft zu beginnen. Als Spieler des Spiels wurde Craig Ervine ausgezeichnet.

## One-Day Internationals

### Erstes ODI in Belfast
| 8. September Scorecard | Belfast | Simbabwe 266-7 (50)          | – | Irland 228 (48.4) |
|                        |         | Simbabwe gewinnt mit 38 Runs |   |                   |

Irland gewann den Münzwurf und entschied sich als Feldmannschaft zu beginnen. Als Spieler des Spiels wurde Sikandar Raza ausgezeichnet.

### Zweites ODI in Belfast
| 10. September Scorecard | Belfast | Irland 282-8 (50) | – | Simbabwe |
|                         |         | No Result         |   |          |

Simbabwe gewann den Münzwurf und entschied sich als Feldmannschaft zu beginnen. Spiel wurde auf Grund von Regenfällen abgebrochen.

### Drittes ODI in Belfast
| 13. September Scorecard | Belfast | Simbabwe 131 (34/38)                      | – | Irland 118-3 (22.2/32) |
|                         |         | Irland gewinnt mit 7 Wickets (D/L method) |   |                        |

Irland gewann den Münzwurf und entschied sich als Feldmannschaft zu beginnen. Als Spieler des Spiels wurde Andy McBrine ausgezeichnet.

## Auszeichnungen

### Player of the Series
Als Player of the Series wurden der folgende Spieler ausgezeichnet.
| Serie   | Player of the Series |
| ------- | -------------------- |
| ODI     | William Porterfield  |
| Tweny20 | Paul Stirling        |

### Player of the Match
Als Player of the Match wurden die folgenden Spieler ausgezeichnet.
| Spiel       | Player of the Match |
| ----------- | ------------------- |
| 1. ODI      | Sikandar Raza       |
| 2. ODI      | –                   |
| 3. ODI      | Andy McBrine        |
| 1. Twenty20 | Regis Chakabva      |
| 2. Twenty20 | Kevin O’Brien       |
| 3. Twenty20 | Paul Stirling       |
| 4. Twenty20 | Mark Adair          |
| 5. Twenty20 | Craig Ervine        |